# El Ocotalito
El Ocotalito är en ort i Mexiko.   Den ligger i kommunen San Juan Guichicovi och delstaten Oaxaca, i den sydöstra delen av landet, 500 km sydost om huvudstaden Mexico City. El Ocotalito ligger 456 meter över havet och antalet invånare är 323.
Terrängen runt El Ocotalito är kuperad. Runt El Ocotalito är det ganska glesbefolkat, med 28 invånare per kvadratkilometer. Närmaste större samhälle är Matías Romero, 13,1 km sydost om El Ocotalito. Omgivningarna runt El Ocotalito är en mosaik av jordbruksmark och naturlig växtlighet.